# Матасвента
Матасвента (лат: Matasuentha, Matesuentha, умрла после 551. године) била је остроготска принцеза из династије Амала.
Матасвента је рођена у браку Амаласвинте, ћерке првог остроготског краља Италије Теодориха, и готског племића Еутариха. Била је сестра потоњег краља Аталариха (526—534). Матасвентина породица спадала је међу романизоване Готе. Амаласвинта је била позната по својој лепоти и учености, а отац Еутарих је по готским обичајима усвојен од стране источноримског (византијског) цара Јустина I и 519. је проглашен за западног конзула са царем као својим источним колегом.
У време смрти Теодориха Великог 526. године и Еутарих је већ био међу покојнима. Амаласвинта је покушала да влада као регент малолетног Аталариха, а после његове смрти 534. и као краљица уз савладарство свог брата од тетке Теодада. Међутим, Теодад је збацио Амаласвинту и погубио је 535. уз подршку традиционалистички настројеног готског племства. Амаласвинтина смрт је дала добар повод цару Јустинијану I да захтева обнову римске власти у Италији сада када је његова савезница убијена. Цар је послао преко Сицилије невелику али добро опремљену војску под командом Велизара чиме је отпочео дуготрајни Готски рат. 
Како је рат кренуо лоше по Готе, племство је свргнуло Теодада, последњег мушког представника Амала, и изабрало за краља Витигеса. Он је 536. на силу оженио Матасвенту у Равени како би се династички повезао са старом краљевском кућом. На венчању је Касиодор Сенатор, некадашњи Теодорихов секретар, у част младенаца прочитао свој панегирик на латинском чији су нам фрагменти сачувани.
Матасвента није била задовољна својим положајем и 538. је, судећи по Прокопијевом извештају, покушала да преда Равену једном од византијскох војсковођа. Како би 539., када је Велизар опсео град, убрзала предају Равене, спалила је резерве намерница. Велизар је ипак 540. ушао у остроготску престоницу на основу тајног уговора са готском аристократијом. Међутим, чим се нашао у граду са својом војском Велизар је заробио Витигеса и Матасвенту, као и присутне племиће, и прогласио да Остроготска краљевина више не постоји. Матасвента је након тога, заједно са супругом, одведена у Константинопољ као део делегације угледних заробљеника.
У Цариграду Матасвента је остала удовица 542. када је Витигес преминуо. Нешто касније, највероватније 549. године удата је за патриција Германа, Јустинијановог брата од тетке. Након смрти царице Теодоре 548. године, Герман је постао најближи Јустинијанов сарадник и у престоници се причало да би цар могао да Германа одреди за престолонаследника. Штавише, Герман, који је био познат као успешан војсковођа, је 550. именован за главнокомандујућег у предстојећем походу на Тотилине Остроготе. Прокопије је забележио да се Герман надао како ће присуство Матасвенте, изданка породице Амала, привући Остроготе на византијску страну и омогућити брзи крај рата. Док је још боравио у Сердики (данашњој Софији) и прикупљао војску, Герман се изненада разболео и умро.
Матасвента је тако 550. по други пут остала удовица. По Германовој смрти, родила је крајем 550. или почетком 551. своје прво и највероватније и једино дете, сина који је добио очево име. Готски историчар Јорданес је своје дело закључио управо рођењем Германа Млађег и надом да ће његово рођење донети уједињење и бољитак римске сенаторске породице Анција и остроготске династије Амала (мада није познато у каквој је вези Јустинијанова династија била са Анцијима), као и њиховим народима. Није познато ни шта је даље било са Матесвинтом, али је њен син Герман (умро 605. или 607.) крајем 6. века био један од најугледнијих цариградских сенатора и таст Маврикијевог сина Теодосија.